# 시 라이프 시드니 아쿠아리움

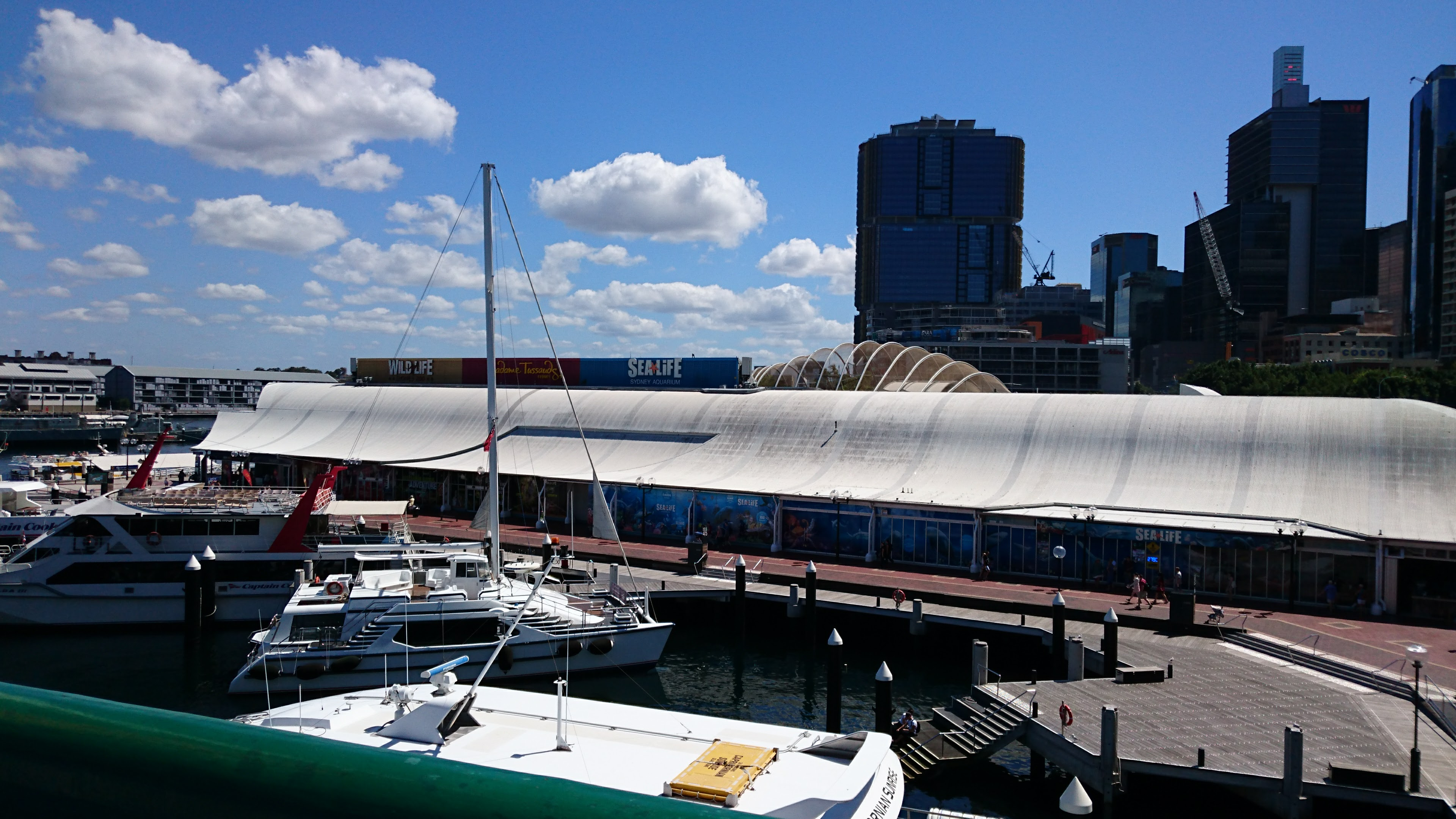
2017년의 시 라이프 시드니 아쿠아리움

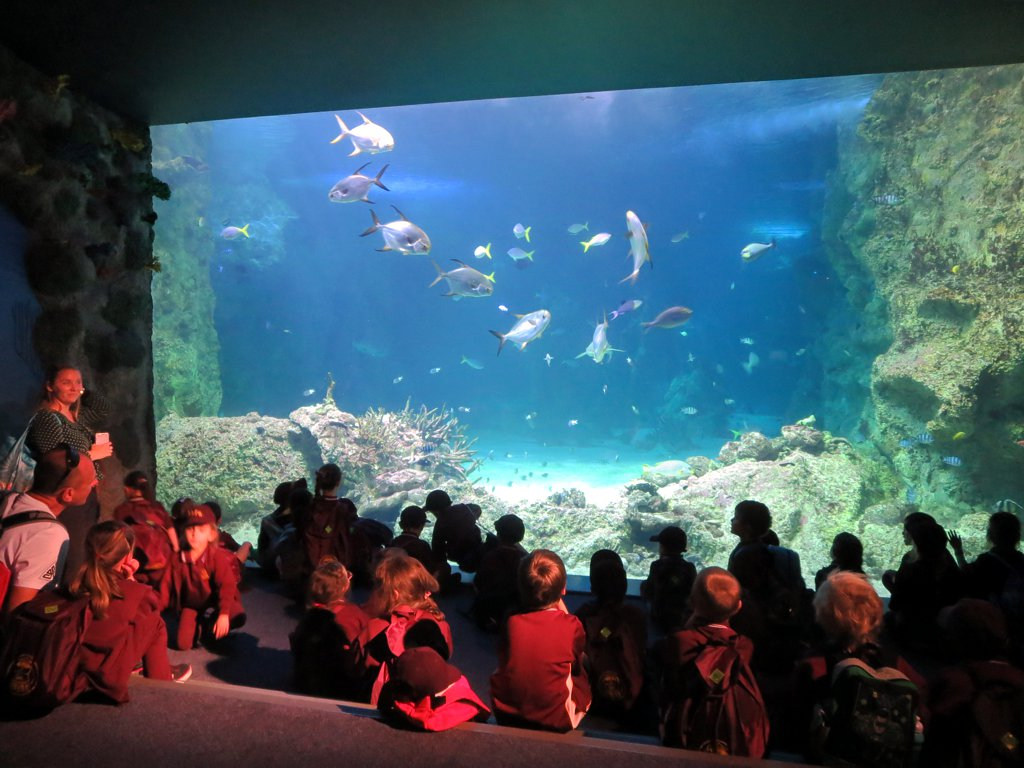
열대물고기

시 라이프 시드니 아쿠아리움(Sea Life Sydney Aquarium, 과거명: 시드니 아쿠아리움, 시드니 수족관)은 700종 이상의 13,000마리의 물고기, 오스트레일리아 해양 대부분의 생물을 전시해놓은 많은 양의 오스트레일리아 바닷생물을 갖추고 있는 수족관이다. 1988년 개장하였다.
바다밑에 설계되어 있는 시드니 수족관은 바닷속의 신비한 모습을 실감있게 느낄 수 있는 곳이다. 약 5천여종의 해양생물들이 대형수족관 및 50여개의 크고 작은 수족관에 전시되고 있어 매년 많은 관광객들의 걸음이 끊이지 않고 있는 시드니의 명물이다.

## 같이 보기
- 타롱가 동물원
- 시드니 타워